# Molinàs
Molinàs – opuszczona miejscowość w Hiszpanii, w Katalonii, w prowincji Girona, w comarce Alt Empordà, w gminie Colera.
Według danych INE z 2010 roku miejscowość nie była zamieszkiwana przez żadną osobę.